# István Szelei
István Szelei (* 7. Dezember 1960 in Szentes) ist ein ehemaliger ungarischer Florettfechter.

## Erfolge
István Szelei gewann mit der Mannschaft 1987 in Lausanne die Bronzemedaille bei den Weltmeisterschaften. Zweimal nahm er an Olympischen Spielen teil: bei den Olympischen Spielen 1980 in Moskau belegte er in der Einzelkonkurrenz den siebten Platz, während er mit der Mannschaft Sechster wurde. 1988 unterlag er in Seoul im Mannschaftswettbewerb im Halbfinale nach einem 8:8-Unentschieden aufgrund des schlechteren Trefferverhältnisses gegen die Sowjetunion. Im Gefecht um Platz drei setzte sich die ungarische Equipe mit 9:5 gegen die Mannschaft der DDR durch, sodass Szelei gemeinsam mit István Busa, Zsolt Érsek, Róbert Gátai und Pál Szekeres die Bronzemedaille erhielt.